# Kuki Gallmann
Kuki Gallmann (Treviso, Velence közelében, 1943. június 1. – ) olasz származású kenyai írónő.

## Életrajza
Kuki Gallmann az itáliai Velencétől nem messze született. Szülei, különösen a velencei híres művészettörténész édesanyja hatására a Padovai Egyetemen tanult tovább, s politikatudományból diplomázott. Súlyos autóbalesete után a kórházi ágyon döntötte el, hogy Kenyában kíván élni.
1970-ben utazott először Afrikába, ahol 1972-ben végleg le is telepedett férjével és 7 éves fiával a kenyai Laikipián. Paolo Gallmann egy vadászbalesetben vesztette életét, mikor felesége, Kuki kilenc hónapos terhes volt kislányukkal. A Stanford Egyetemre felvett, időközben felnőtt 17 éves fiát, Emanuele-t egy mérgeskígyó harapta halálra.
Kuki Gallmann emlékükre alapítványt hozott létre, s több, számos európai nyelvre is lefordított önéletrajzi regényt írt angol nyelven. Kiemelkedő irodalmi értékű az Afrikáról álmodtam („I Dreamed of Africa”) és az Afrikai éjszakák („African Nights”) c. írása.
Életéről a Tűzszekerek rendezője, Hugh Hudson készített filmet Kim Basinger főszereplésével Afrikáról álmodtam címmel, amelyet 2000-ben mutattak be.

## Magyarul
- Álom Afrikáról; ford. Tótisz András; Ulpius-ház, Bp., 2000 (Fekete tulipán könyvek)